# Leroy Brown
Leroy Brown (Nueva York, Estados Unidos, 1 de enero de 1902-Sharon (Connecticut), 21 de abril de 1970) fue un atleta estadounidense, especialista en la prueba de salto de altura en la que llegó a ser subcampeón olímpico en 1924.

## Carrera deportiva
En los JJ. OO. de París 1924 ganó la medalla de plata en el salto de altura, con un salto de 1.95 metros, siendo superado por el también estadounidense Harold Osborn que batió el récord olímpico con 1.98 metros, y por delante del francés Pierre Lewden (bronce con 1.92 m).